# Atlapetes pileatus
El saltón de gorro rufo o atlapetes gorrirrufo (Atlapetes pileatus) es una especie de ave paseriforme de la familia Passerellidae que habita en bosques de los altiplanos de México.
Es relativamente grande, pues alcanza en la edad adulta hasta los 19 cm de longitud desde el pico hasta la punta de la cola. No hay dimorfismo sexual. Los individuos adultos tiene las partes dorsales de color oliváceo oscuro y las partes ventrales amarillo brillante. Los costados del vientre son entre oliva y amarillentos. Es característica de esta especie la presencia de una corona marrón rojiza en la cabeza.
Vive en el interior de bosques de pino y encino y en sotobosques en las montañas, desde el norte de México (Chihuahua y Nuevo León) hasta el sur de ese país (Oaxaca). Su rango de altitud comprende desde los 1 000 hasta más de 3 000 m snm.